# Conchylia nymphula
Conchylia nymphula là một loài bướm đêm trong họ Geometridae.